# Allomorphia bracteata
Allomorphia bracteata är en tvåhjärtbladig växtart som beskrevs av Carlo Hansen. Allomorphia bracteata ingår i släktet Allomorphia och familjen Melastomataceae. Inga underarter finns listade i Catalogue of Life.